# Riccardo Abbate
Riccardo Abbate (Trapani, ... – Trapani, 1359) è stato un nobile e militare italiano che servì Ludovico e Federico IV.

## Biografia
Membro della famiglia trapanese degli Abbate, Riccardo fu, negli ultimi anni della sua vita, un tenace avversario della fazione dei Chiaramonte a difesa del Regno di Trinacria.
Sotto Ludovico fu maestro razionale della Magna Curia e dall'ottobre del 1351 custode dell'Isola di Favignana. Nel 1352 gli fu affidata la carica di capitano di guerra, in particolare per l'area di Trapani e Monte San Giuliano (antico nome di Erice). Successivamente fu posto a comando del castello della Colombaia, posto su un isolotto al largo di Trapani.
Nel 1356 venne catturato dai Chiaramonte mentre si dirigeva a Palermo alla corte di Federico IV. Rimase in carcere fino al 1358, quando Federico dovette pagare un riscatto di 6 500 once per liberarlo. Durante il periodo di prigionia poté riprendere possesso di tutte le sue cariche, che erano state mantenute dal figlio Nicolò.
Insieme a Giorgio Graffeo, nel 1358 riuscì a riconquistare Mazara, che era in possesso dei Chiaramonte. Come riconoscimento Federico gli destinò parte di quelle terre. Riccardo Abbate morì a Trapani, probabilmente verso l'anno 1359.